# 2 (Netsky)
2 is het tweede studioalbum van de Belgische drum and bassproducer Netsky. Het album is uitgekomen op 25 juni 2012. 2 is de opvolger van Netsky's debuutalbum genaamd Netsky.
De eerste single van het album is Give & Take, gevolgd door Come Alive, de derde single was Love Has Gone en als vierde kwam Puppy.
Op 19 november 2012 kwam er een extra versie uit, 2 Deluxe genaamd. Op deze twee cd's staan de originele nummers van het album samen met remixes van nummers en nog niet eerder uitgegeven nummers van Netsky.

## Tracklist
| 1.                 | Love has gone                                    | 4:11 |
| 2.                 | The whistle song (featuring Dynamite MC)         | 4:39 |
| 3.                 | Wanna die for you (featuring Diane Charlemagne)  | 4:17 |
| 4.                 | Come alive                                       | 4:09 |
| 5.                 | Give & take                                      | 4:08 |
| 6.                 | Get away from here (featuring Selah Sue)         | 4:13 |
| 7.                 | 911                                              | 3:23 |
| 8.                 | Squad up (featuring Jimmy Jams)                  | 3:44 |
| 9.                 | Jetlag funk                                      | 5:18 |
| 10.                | Puppy                                            | 4:20 |
| 11.                | When darkness falls (featuring Bridgette Amofah) | 3:52 |
| 12.                | Detonate                                         | 3:50 |
| 13.                | No beginning                                     | 5:19 |
| 14.                | Dubplate special (featuring Darrison)            | 0:48 |
| 15.                | Drawing straws                                   | 4:15 |
| Totale duur: 60:33 |                                                  |      |

## Hitnotering

### VlaamseUltratop 200Albums
| Hitnotering: (Week 1 t/m) 30-06-2012 t/m | Hitnotering: (Week 1 t/m) 30-06-2012 t/m | Hitnotering: (Week 1 t/m) 30-06-2012 t/m | Hitnotering: (Week 1 t/m) 30-06-2012 t/m | Hitnotering: (Week 1 t/m) 30-06-2012 t/m | Hitnotering: (Week 1 t/m) 30-06-2012 t/m | Hitnotering: (Week 1 t/m) 30-06-2012 t/m | Hitnotering: (Week 1 t/m) 30-06-2012 t/m | Hitnotering: (Week 1 t/m) 30-06-2012 t/m | Hitnotering: (Week 1 t/m) 30-06-2012 t/m | Hitnotering: (Week 1 t/m) 30-06-2012 t/m | Hitnotering: (Week 1 t/m) 30-06-2012 t/m | Hitnotering: (Week 1 t/m) 30-06-2012 t/m | Hitnotering: (Week 1 t/m) 30-06-2012 t/m | Hitnotering: (Week 1 t/m) 30-06-2012 t/m | Hitnotering: (Week 1 t/m) 30-06-2012 t/m | Hitnotering: (Week 1 t/m) 30-06-2012 t/m | Hitnotering: (Week 1 t/m) 30-06-2012 t/m | Hitnotering: (Week 1 t/m) 30-06-2012 t/m | Hitnotering: (Week 1 t/m) 30-06-2012 t/m | Hitnotering: (Week 1 t/m) 30-06-2012 t/m |
| Week:                                    | 1                                        | 2                                        | 3                                        | 4                                        | 5                                        | 6                                        | 7                                        | 8                                        | 9                                        | 10                                       | 11                                       | 12                                       | 13                                       | 14                                       | 15                                       | 16                                       | 17                                       | 18                                       | 19                                       | 20                                       |
| ---------------------------------------- | ---------------------------------------- | ---------------------------------------- | ---------------------------------------- | ---------------------------------------- | ---------------------------------------- | ---------------------------------------- | ---------------------------------------- | ---------------------------------------- | ---------------------------------------- | ---------------------------------------- | ---------------------------------------- | ---------------------------------------- | ---------------------------------------- | ---------------------------------------- | ---------------------------------------- | ---------------------------------------- | ---------------------------------------- | ---------------------------------------- | ---------------------------------------- | ---------------------------------------- |
| Positie:                                 | 10                                       | 1                                        | 1                                        | 1                                        | 2                                        | 2                                        | 1                                        | 3                                        | 4                                        | 1                                        | 1                                        | 4                                        | 5                                        | 11                                       | 10                                       | 12                                       | 15                                       | 19                                       | 26                                       | 29                                       |
| Week:                                    | 21                                       | 22                                       | 23                                       | 24                                       | 25                                       | 26                                       | 27                                       | 28                                       | 29                                       | 30                                       | 31                                       | 32                                       | 33                                       | 34                                       | 35                                       | 36                                       | 37                                       | 38                                       | 39                                       | 40                                       |
| Positie:                                 | 27                                       | 15                                       | 12                                       | 12                                       |                                          |                                          |                                          |                                          |                                          |                                          |                                          |                                          |                                          |                                          |                                          |                                          |                                          |                                          |                                          |                                          |